# Birger Ruud
Pour les articles homonymes, voir Ruud.
Birger Johannes Ruud, né le 23 août 1911 à Kongsberg et mort le 13 juin 1998 dans la même ville, est un sauteur à ski et skieur alpin norvégien. Il fait partie des sauteurs les plus titrés de l'histoire, gagnant deux titres olympiques et trois titres de champion du monde.

## Biographie
Birger Ruud, qui représente le club local de Kongsberg, fait partie d'une fratrie qui domine le saut à ski dans les années 1930 avec Sigmund et Asbjørn. Chez les juniors, il gagne à Holmenkollen en 1930.
Il est trois fois champion du monde (1931, 1935 et 1937) et vice-champion du monde en 1939. Il est vainqueur aussi au Festival de ski d'Holmenkollen en 1934 et du saut aux Jeux du ski de Lahti en 1939. En 1931, après son premier titre mondial, il bat le record du monde avec un saut de 76,5 mètres, puis est le premier au-delà des 90 mètres en 1934 à Planica. En 1937 et 1938, il se rend aux États-Unis, où il fait partie des promoteurs du saut à ski.
Aux Jeux olympiques, il est très performant aussi, devenant le premier double champion olympique de ce sport en 1932, devant les Norvégiens Hans Beck et Kaare Wahlberg, puis en 1936 devant Reidar Andersen. Durant la Seconde Guerre mondiale, il est envoyé dans un camp de concentration par les nazis, ayant refusé de suivre leurs ordres. Il entre dans la résistance en 1944, utilisant ses aptitudes à skis. En 1948, il prend part à ses troisièmes Jeux olympiques, y remportant la médaille d'argent derrière son compatriote Petter Hugsted, alors qu'à l'origine il était censé être juste un assistant de l'équipe. Il est ainsi le premier triple médaillé olympique en saut à ski. Il continue à participer à des compétitions jusqu'en 1967.
Il participe également à des épreuves de ski alpin et il se classe notamment 4e dans le combiné des Jeux olympiques de 1936 à Garmisch-Partenkirchen, manquant le titre à cause d'une porte ratée. Il est médaillé de bronze dans le combiné aux Championnats du monde 1935 et reste le seul à avoir des podiums dans les disciplines nordique et alpine à la fois.
Avec Petter Hugsted, il contribue à la création du Musée du ski à Kongsberg.
Il était pressenti pour allumer la flamme olympique des Jeux olympiques d'hiver de 1994, mais a dû renoncer en raison de problèmes cardiaques. Il meurt en 1998.

## Distinctions
Il reçoit la Médaille Holmenkollen en 1937 et le Prix Egebergs Ærespris en 1991.

## Palmarès

### En saut à ski

#### Jeux olympiques
| Épreuve / Édition | Lake Placid 1932 | Garmisch-Partenkirchen 1936 | St-Moritz 1948 |
| Saut à ski        | Or               | Or                          | Argent         |

#### Championnats du monde
| Épreuve / Édition | Épreuve / Édition | Oberhof 1931 | Vysoke Tatry 1935 | Mürren 1935 | Innsbruck 1936 | Chamonix 1937 | Zakopane 1939 |
| Saut à ski        | Saut à ski        | Or           | Or                |             |                | Or            | Argent        |

### En ski alpin

#### Jeux olympiques
| Épreuve / Édition              | Combiné |
| ------------------------------ | ------- |
| JO 1936 Garmisch-Partenkirchen | Or      |

#### Championnats du monde
| Épreuve / Édition       | Descente | Slalom | Combiné |
| ----------------------- | -------- | ------ | ------- |
| Mondiaux 1935 Mürren    | 4e       | 8e     | Bronze  |
| Mondiaux 1936 Innsbruck | 4e       | 9e     | 6e      |
| Mondiaux 1937 Chamonix  | Abandon  | —      | —       |